# Diane Nelson
Diane Nelson, coniugata Dezura (Burnaby, 1º luglio 1958), è una giocatrice di curling canadese.

## Biografia
Partecipò all'età di 43 anni ai XIX Giochi olimpici invernali edizione disputata a Salt Lake City (Stati Uniti d'America) nel 2002, riuscendo ad ottenere la medaglia di bronzo nella squadra canadese con le connazionali Kelley Law, Cheryl Noble, Julie Skinner e Georgina Wheatcroft.
Nell'edizione la nazionale britannica ottenne la medaglia d'oro, la svizzera quella d'argento.